# Кораблёв, Иван Михайлович
Иван Михайлович Кораблёв (1899 — после 1948) — советский деятель органов госбезопасности, работник НКВД, начальник УНКВД Винницкой области, участник и исполнитель Винницких расстрелов. Депутат Верховного Совета УССР I-го созыва.

## Биография
Родился в селе Мисино Ровенской волости Холмского уезда Псковской губернии в семье крестьянина. До 15 лет жил с родителями, по окончании школы работал кучером у помещика, рабочим на лесном складе. В 1915—1916 годах работал учеником токаря на заводе Новый Лесснер в Петрограде. В 1916—1918 годах работал рабочим пресса на патронном заводе. В июле 1918 году переехал в Тюменскую область. Подделав документы, спасся от мобилизации в Белую армию. В 1920 году пошел на службу в Красной Армии в Тюменский караульный батальон. В этом подразделении дослужился до должности начальника связи батальона.
С 1921 году пошёл на службу в ВЧК. Работал в Тюменской, а позже и в Самарской губернии. В 1925 году учился в Высшей пограничной школе ОГПУ СССР. Продолжил службу в Волжском крае, в 1935 году стал лейтенантом госбезопасности, был переведен в Ленинградскую область. С 7 февраля 1938 года — начальник УНКВД по Винницкой области, дослужился до майора государственной безопасности. Был причастен к репрессиям в городе и области.
26 июня 1938 года был избран депутатом Верховного Совета УССР 1-го созыва от Монастырищенского избирательного округа Винницкой области.
Был обвинен в необоснованных репрессиях и фальсификации следственных документов. После снятия с должности 14 января 1939 года сделал попытку покончить жизнь самоубийством. В результате двух выстрелов был тяжело ранен. После выздоровления в 1941 году был осужден по статье 206-17 "б" УК УССР (злоупотребление властью, превышение власти, бездействие власти, а также халатное отношение к службе лица начальствующего состава Рабоче-Крестьянской Красной Армии при наличии особо отягчающих обстоятельств), приговорён к высшей мере наказания, однако позже получил 10 лет заключения.
После освобождения не позднее 1946 года жил в Куйбышеве.
Умер после 1948 года.

## Награды
- Орден «Знак Почета»

- Медаль «ХХ лет РККА»